# Les Loges-Saulces
Les Loges-Saulces település Franciaországban, Calvados megyében. Lakosainak száma 160 fő (2022. január 1.). Les Loges-Saulces Le Détroit, Fourneaux-le-Val, Martigny-sur-l’Ante, Pierrepont, Rapilly, Bazoches-au-Houlme és Ménil-Vin községekkel határos.

## Népesség
A település népességének változása:
| Lakosok száma | 136  | 106  | 109  | 138  | 175  | 172  | 170  | 166  | 170  | 160  |
|               | 1968 | 1982 | 1990 | 2006 | 2013 | 2015 | 2017 | 2019 | 2020 | 2022 |